# Уэверли, или Шестьдесят лет назад
«Уэ́верли, или Шестьдеся́т лет наза́д» (англ. Waverley; or 'Tis Sixty Years Since) — исторический роман Вальтера Скотта, опубликованный в 1814 году. Опубликованный анонимно, этот роман стал первым прозаическим произведением писателя и считается его первым историческим романом.

## История создания
Сам Скотт впоследствии писал, что начал работу над своим первым романом в 1805 году. Он написал несколько глав и показал их одному из друзей, но тому прочитанное не понравилось. Поскольку поэмы Скотта в те годы принимались широкой публикой с восторгом и приносили большие деньги, писатель решил отказаться от опытов с прозой. В 1813 году он случайно наткнулся на рукопись, когда искал рыболовные снасти в старом письменном столе, стоявшем на чердаке; тогда и было принято решение дописать роман.
Исследователи полагают, что этот рассказ не вполне точен. Известно, что издать «Уэверли» фирма Баллантайна планировала уже в 1809—1810 годах; Джеймс Баллантайн прочёл первые главы в 1810 году и тут же попросил Скотта продолжать работу над романом, а в 1811 году часть рукописи уже была в типографии. Сам писатель в другом месте сообщает, что замысел романа у него возник после выхода прозаического произведения «Куинху-холл» (1808 год) или даже после публикации поэмы «Дева озера» (1810 год). В любом случае окончательный переход писателя от поэзии к прозе стал возможен только в 1813—1814 годах, когда на книготорговом рынке обозначилась серьёзная конкуренция со стороны Джорджа Байрона и когда очередная поэма Скотта, «Рокби», была встречена читателями без прежнего энтузиазма. К тому же Скотту становилось слишком тесно в жанровых рамках поэмы.
В начале 1814 года Скотт вернулся к «Уэверли», закончил первый том и показал его издателю Констеблу. Тот счёл это произведение перспективным с коммерческой точки зрения и предложил за него семь тысяч фунтов. Автор ответил, что этих денег слишком мало в случае успеха книги и слишком много в случае неудачи. В конце концов сделка была заключена на условии, что Скотт напишет ещё несколько статей для Британской энциклопедии. Книга должна была выйти в марте, но автор снова отвлёкся на другие произведения и только в начале июня опять сел за роман. Большая часть «Уэверли» была написана за три недели. К 1 июля роман был закончен, 7 июля он вышел в свет.

## Сюжет
Действие романа происходит в период восстания якобитов 1745 года. Его заглавный герой — романтически настроенный юноша, единственный наследник знатного и богатого английского рода, который становится офицером расквартированного в Шотландии кавалерийского полка и попадает в совершенно новый для него мир. Эдуард Уэверли становится близким другом кланового вождя Фёргюса Мак-Ивора и влюбляется в его сестру Флору, но не находит взаимности. В силу стечения обстоятельств он оказывается заподозрен в измене и действительно присоединяется к мятежникам вместе с Фёргюсом. Уэверли участвует в сражении при Престонпансе и в походе «младшего претендента» Карла Эдуарда Стюарта на Лондон; когда якобиты начинают отступать на север, он покидает их ряды. Вскоре высокопоставленные друзья добиваются для него помилования. Уэверли прощается с приговорённым к смертной казни Фёргюсом. Вскоре он женится по взаимной любви на Розе Брэдуордин — дочери шотландского барона, более приземлённой, чем Флора, но не менее привлекательной. Уэверли получает родовое поместье жены, большое отцовское наследство и начинает спокойную жизнь в качестве наследника богатого дяди-баронета.

## Название
Существует широко распространённое мнение, что Скотт во время работы над своим первым романом вдохновлялся пейзажами английского аббатства Уэверли, а потому и дал такое имя главному герою и книге.. Сам автор писал, что постарался выбрать наиболее нейтральное название, ни о чём не говорящее читателю: «…Я, как рыцарь с белым щитом, впервые выступающий в поход, выбрал для своего героя имя Уэверли, еще не тронутое и не вызывающее своим звучанием никаких мыслей о добре или зле, кроме тех, которые читателю угодно будет связать с ним впоследствии».

## Реакция читателей и критиков
Сразу после публикации роман приобрёл огромную популярность. Первое издание, тираж которого составил 1 тысячу копий, разошлось через два дня после публикации, а к ноябрю «Уэверли» претерпел уже четыре переиздания. Литературоведы и критики также восприняли роман тепло, особенно Фрэнсис Джеффри из Edinburgh Review, отметивший реалистичность, честность в изображении персонажей и силу этих образов. Другие, впрочем, выражали опасения по поводу смешения в книге исторической правды и романтического вымысла.
Несмотря на попытки Скотта сохранять анонимность, подлинное авторство было очень быстро угадано. Джейн Остин писала: «Вальтер Скотт не должен писать романы, особенно хорошие. Это нечестно. Будучи поэтом, он заслужил славу и доход, и ему не стоит вырывать у других авторов кусок хлеба изо рта. Мне он не нравится, и мне бы очень хотелось не любить „Уэверли“ — но тут, к сожалению, я ничего не могу с собой поделать». Сам Скотт признал авторство лишь в 1827 году.
Он стал так популярен, что все последующие произведения Вальтера Скотта публиковались как романы «от создателя „Уэверли“». В 1815 году писатель был удостоен аудиенции у Георга IV, желавшего лично познакомиться с «автором „Уэверли“».

## В культуре
- BBC Radio 4. Уэверли, 2013 г. В ролях: рассказчик — Дэвид Теннант, Уэверли — Руперт Эванс, Гардинер — Кристиан Родска, Флора — Эллисон МакКензи, Роуз — Оливия Морган, Фергюс — Форбс Массон, Эван Дху — Марк Боннар, Чарльз Эдвард Стюарт — Джо МакФэдден, Гилфиллин — Роберт Хадсон.